# 美国联邦军事院校

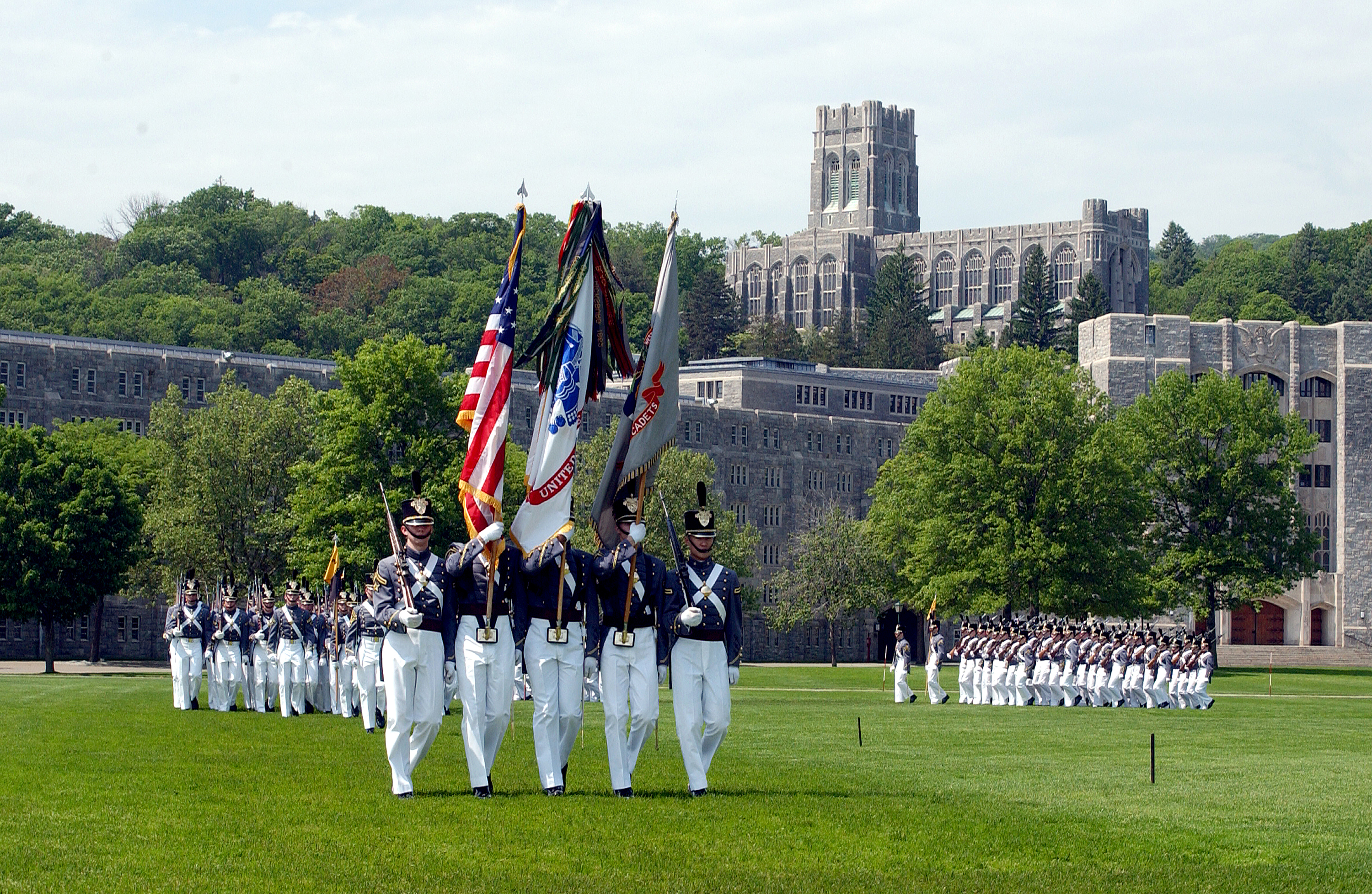
西点军校生在队列行进中

美国联邦军事院校一般指的是五所由联邦政府直接运作，专门用来为美国军队培养军官的军事院校。他们分别为：
- 美国陆军军官学校（USMA），位于纽约州西点，创立于1802年
- 美国海军军官学校（USNA），位于马里兰州安纳波利斯，创立于1845年
- 美国海岸警卫队学院（USCGA），位于康涅狄格州新伦敦，创立于1876年
- 美国商船学院（USMMA），位于纽约州金斯波因特，创立于1943年
- 美国空军学院（USAFA），位于科罗拉多州科罗拉多斯普林斯，创立于1954年

除此之外，还有几所军事预科和研究所也是由联邦政府所经营。

### 申请和录取

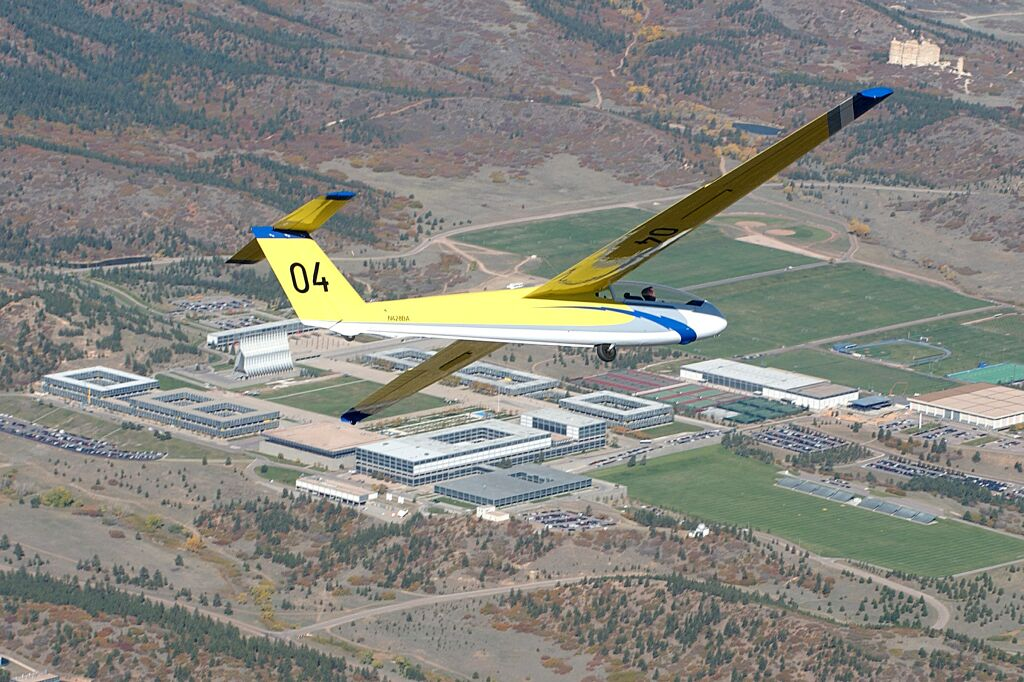
空军学院军校生在进行飞行练习

## 简介

### 定义

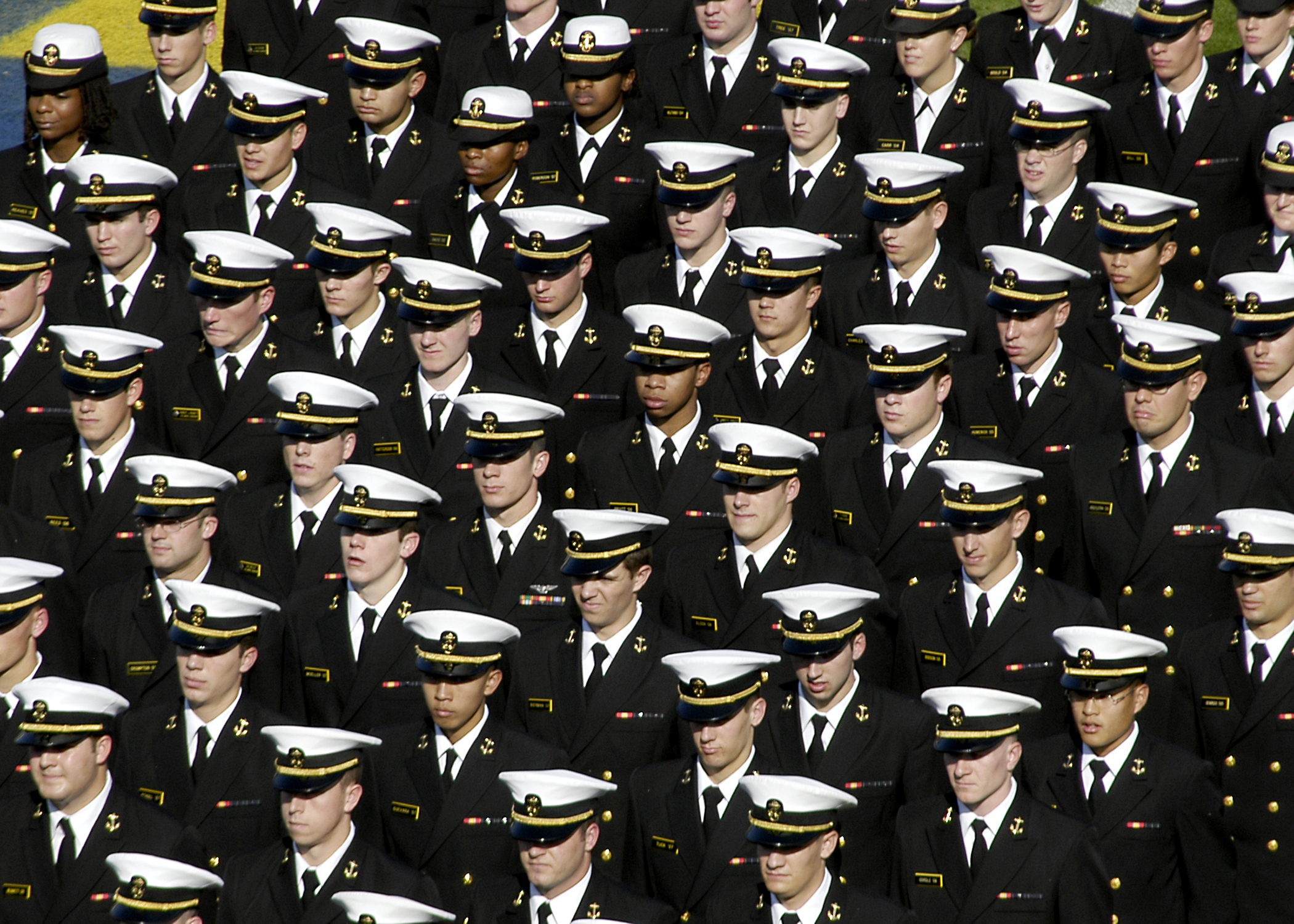
海军学院军校生

联邦军事院校可以指所有由联邦政府直接运作的军事学校。但一般情况下，仅通常指陆、海、空、海巡这四所军事学府。只有这四所学校的军校生从入学那天起便以现役军人的身份在校学习。商船学院的学生则可以在现役和预备役之间进行选择，还可选择进入国家海洋和大气管理局和公共卫生局。大部分毕业生一般选择进入海军预备役，并参与战略海上补给军官项目（Strategic Sealift Officer Program）。在大学美式足球方面，联邦军事院校则一般指陆、海、空三所参与全美大学体育协会第一级联赛的军校，这三所学校每年还要进行总司令杯的竞逐。海巡和商船学院则参加全美大学体育协会第三级联赛（NCAA Division III），二者每年将争夺部长杯的归属。

## 图集

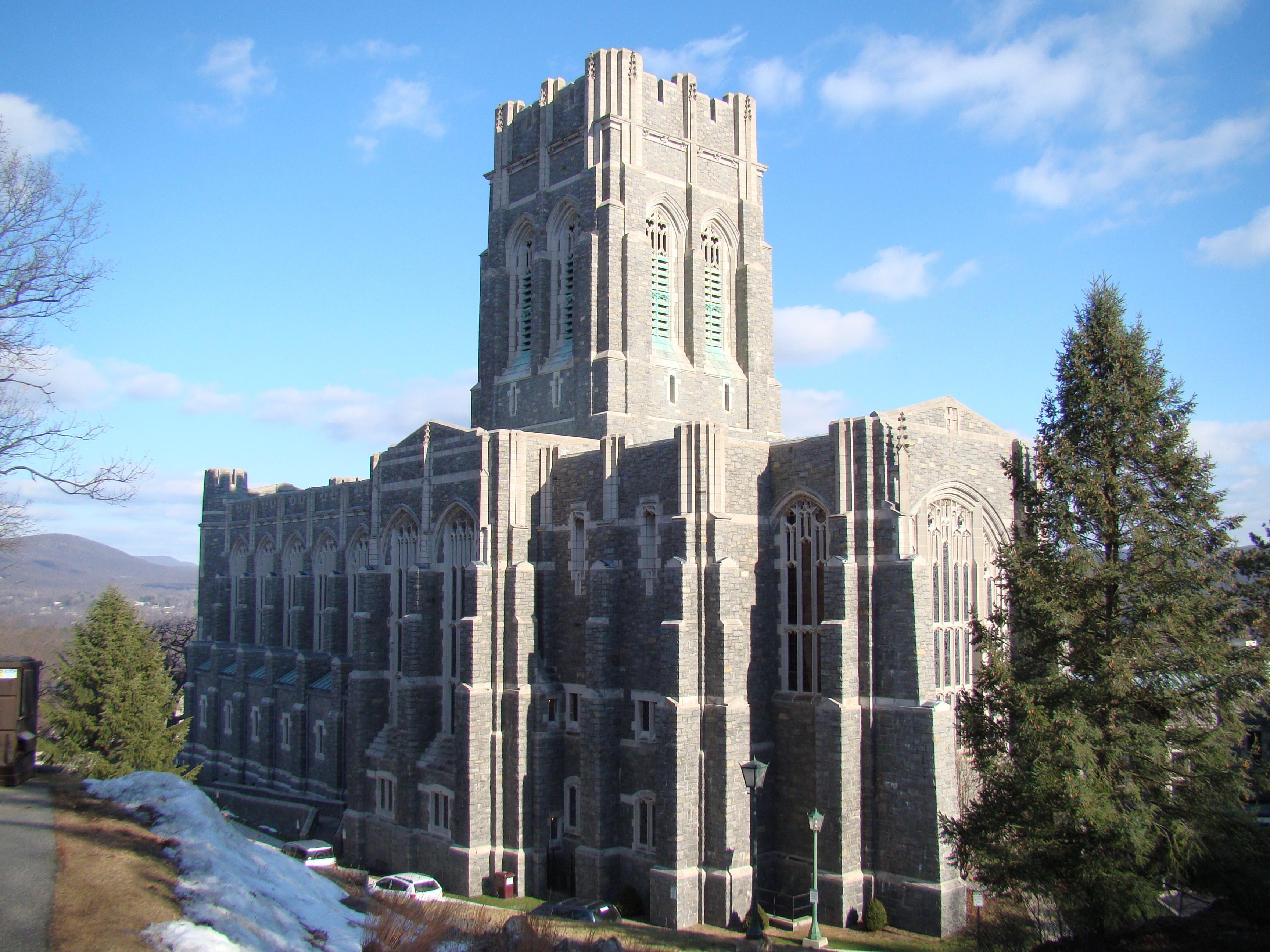
西点军校
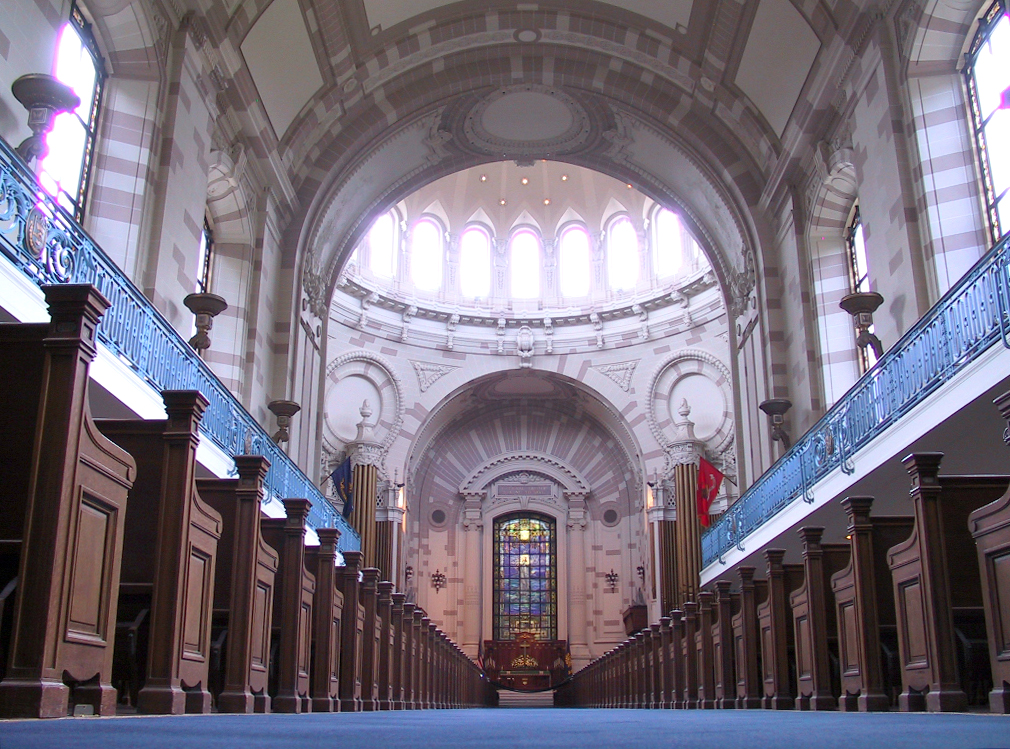
海军学院
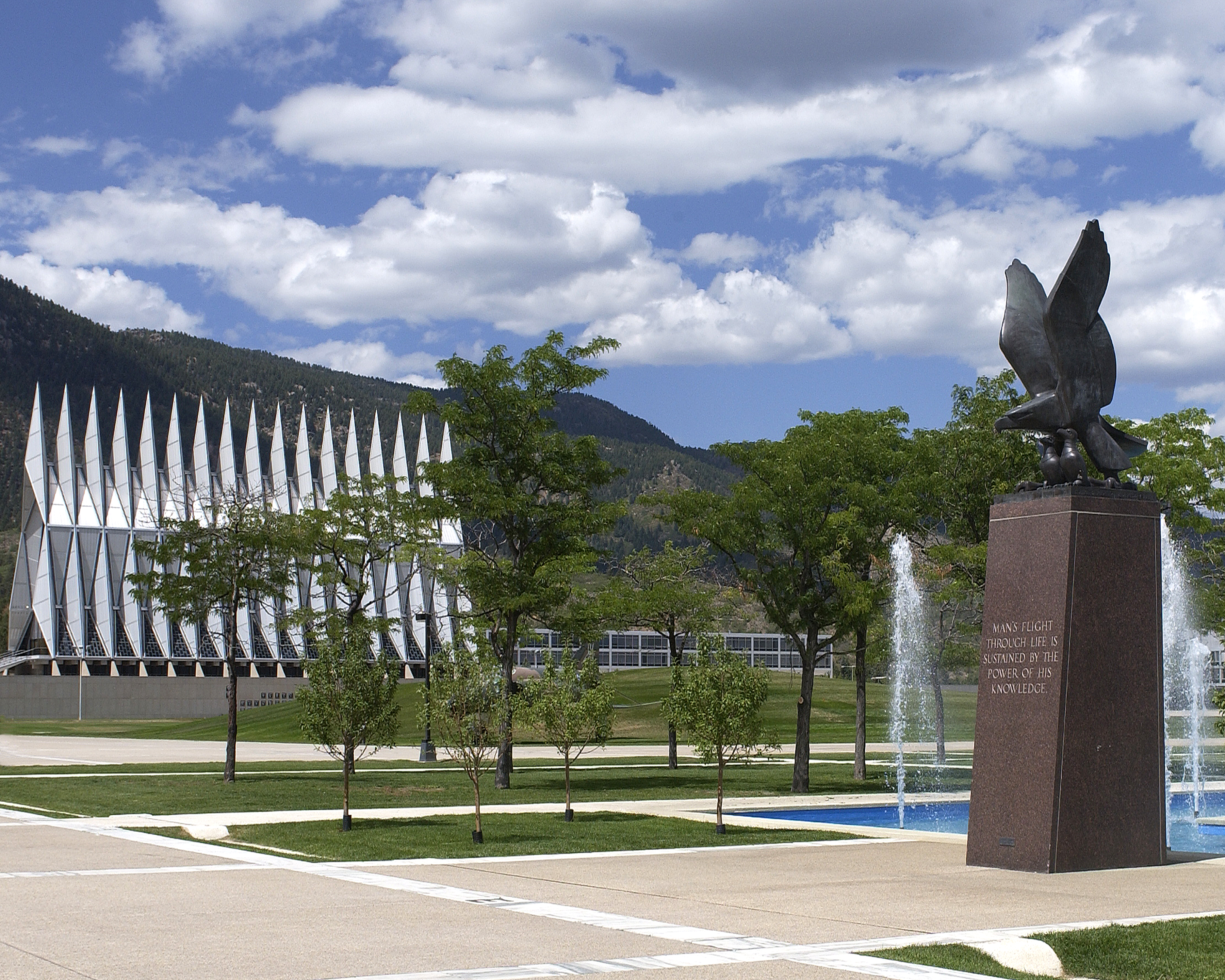
空军学院
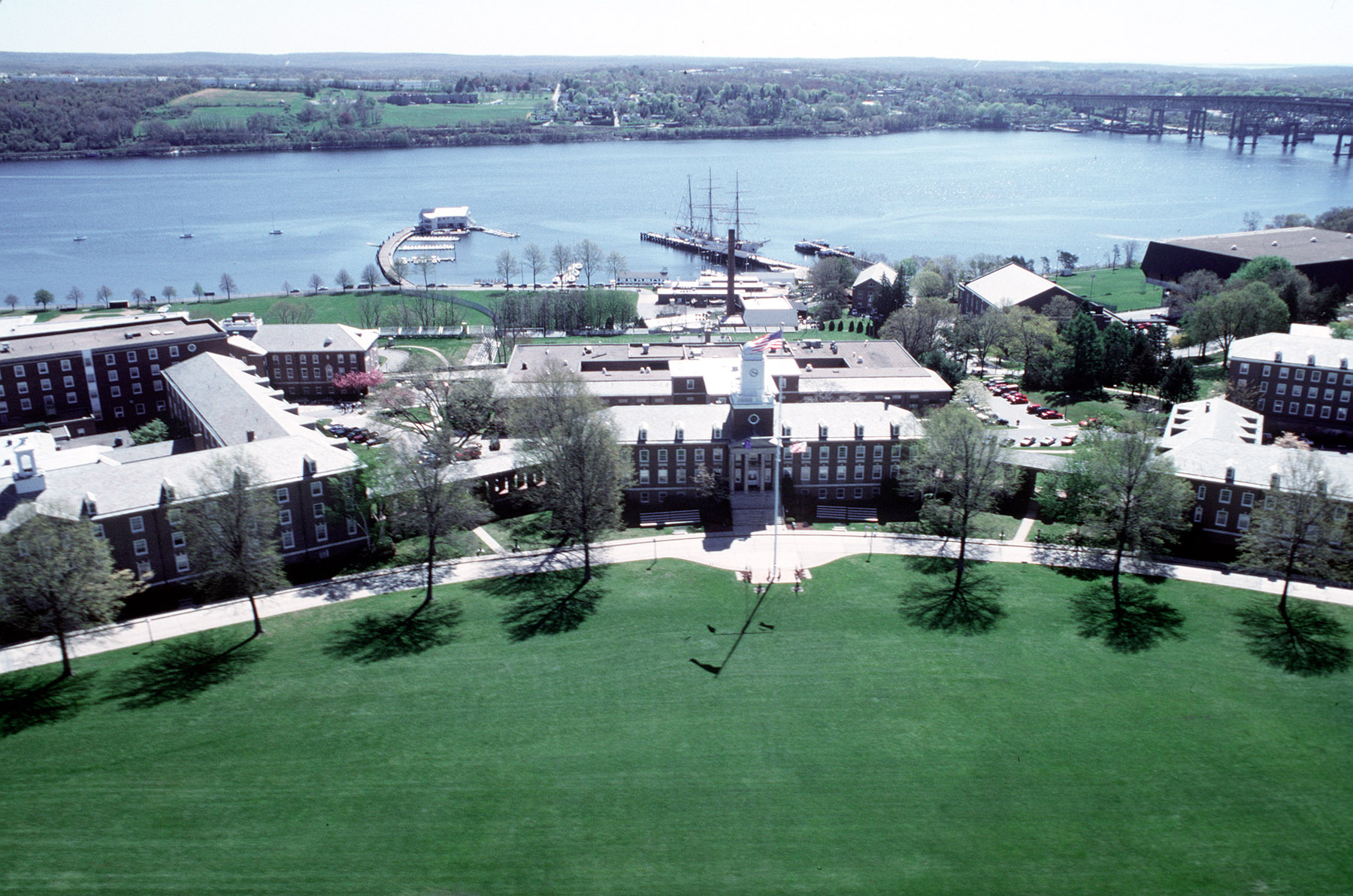
海岸警卫队学院